# Lèmurs voladors
Els lèmurs voladors (Dermoptera) són un ordre de mamífers placentaris. Tot i el seu nom, ni són primats ni poden volar.
Són animals arborícoles, que tenen una membrana cutània, unint el coll, les extremitats i la cua. Mengen fruits i fulles. En l'actualitat només existeixen dues espècies: el lèmur volador malai (Cynocephalus variegatus), que viu a Indonèsia occidental i el sud-est asiàtic i el lèmur volador de les Filipines (Cynocephalus volans). Ambdues espècies pertanyen a la família Cynocephalidae, l'única família vivent de l'ordre Dermoptera.
Els parents més propers dels lèmurs voladors són les tupaies i els primats. A diferència d'aquests dos clades, que tenen una ràtio cervell/pes elevada, els lèmurs voladors tenen un cervell molt petit en proporció amb la mida del seu cos.
Els primers animals que es poden assignar amb certesa al grup dels lèmurs voladors aparegueren durant el Paleocè inferior (fa ~ 66,0 Ma) a Nord-amèrica. Tanmateix, no se sap si aquests dermòpters tan primerencs ja eren capaços de planar.
Els gèneres fòssils que se n'han trobat inclouen:
- Dermotherium, de l'Eocè-Oligocè del sud-est asiàtic
- Elpidophorus, del Paleocè de Nord-amèrica
- Plagiomene, del Paleocè–Eocè de Nord-amèrica
- Placentidens, de l'Eocè de l'Europa Occidental
- Planetetherium, del Paleocè de Nord-amèrica
- Remiculus, del Paleocè de l'Europa Occidental
- Thylacaelurus, de l'Eocè de Nord-amèrica
- Worlandia, del Paleocè de Nord-amèrica